# Визентау
Визентау (нем. Wiesenthau) — община в Германии, в земле Бавария. 
Подчиняется административному округу Верхняя Франкония. Входит в состав района Форххайм. Подчиняется управлению Госберг.  Население составляет 1680 человек (на 31 декабря 2010 года). Занимает площадь 6,41 км².
Коммуна подразделяется на 2 сельских округа.
На территории коммуны располагается замок Визентау.

## Население
По оценке на 31 декабря 2015 года население общины Визентау составляет 1630 чел. 

| Дата      | 1840 | 1871 | 1900 | 1925 | 1939 | 1950 | 1961 | 1970 | 1987 | 2011 |
| --------- | ---- | ---- | ---- | ---- | ---- | ---- | ---- | ---- | ---- | ---- |
| Население | 672  | 649  | 680  | 805  | 841  | 1097 | 1089 | 1168 | 1470 | 1679 |

| Год       | 1960 | 1970 | 1980 | 1990 | 2000 | 2009 | 2010 | 2011 | 2012 | 2013 | 2014 | 2015 |
| --------- | ---- | ---- | ---- | ---- | ---- | ---- | ---- | ---- | ---- | ---- | ---- | ---- |
| Население | 1027 | 1175 | 1311 | 1577 | 1668 | 1691 | 1680 | 1657 | 1615 | 1619 | 1619 | 1630 |